# Hardi Volmer

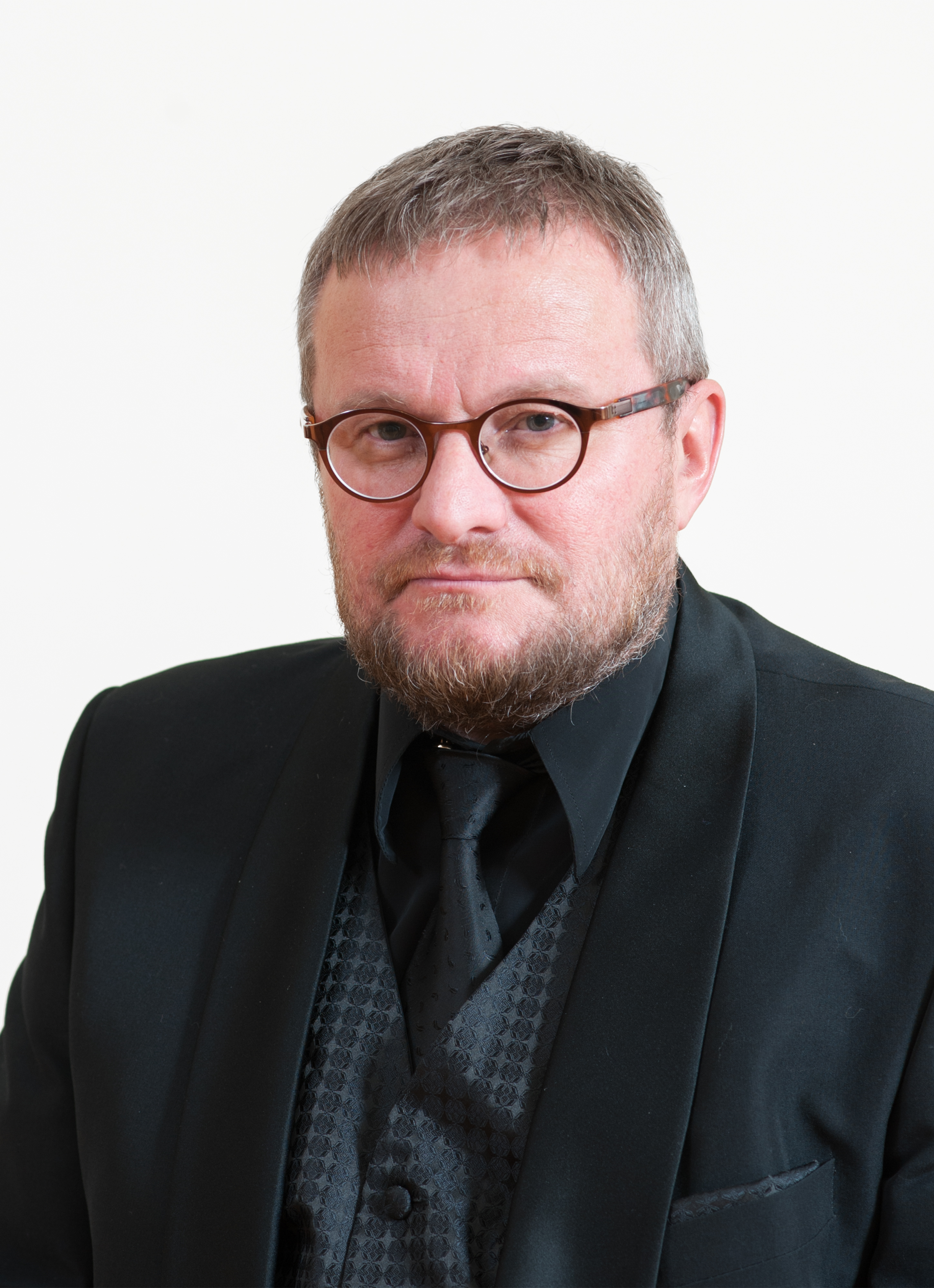
Hardi Volmer (2015)

Hardi Volmer (* 8. August 1957 in Pärnu) ist ein estnischer Filmemacher, Regisseur, Sänger und Politiker.

## Leben

### Frühe Jahre
Hardi Volmer wurde im westestnischen Pärnu geboren. Sein Vater, Omar Volmer (1934–2002), war Übersetzer aus dem Englischen, ein bekannter Filmschauspieler und langjähriger Direktor des Pärnu Muuseum.
Hardi Volmer ging bis 1976 auf die Schule in Pärnu. Anschließend machte er bis 1978 eine Ausbildung zum Schneider an einer Berufsschule in Tallinn. Volmer schloss schließlich 1985 sein Studium am Staatlichen Kunstinstitut der Estnischen SSR (ERKI, heute Estnische Kunstakademie) bei Mari-Liis Küla und Aime Unt ab.

### Filmemacher
Von 1983 bis 1994 war Hardi Volmer bei der staatlichen Filmproduktions-Firma Tallinnfilm beschäftigt. 1994 wechselte er als Regisseur zum Trickfilm-Studio Nukufilm. Daneben verband ihn eine enge Zusammenarbeit mit dem Studio Faama Film.
Heute ist er als freischaffender Künstler tätig. Von 2000 bis 2007 war er Dozent für Szenografie an der Estnischen Kunstakademie.
Volmer hat sich vor allem als Trickfilmer einen Namen gemacht, aber auch Spielfilme und Fernsehserien produziert. Daneben ist er als Regisseur und Künstler an estnischen und ausländischen Theatern tätig. Er hat über hundert Bühnenstücke für Theater, Oper und Musical inszeniert.
Hardi Volmer ist bzw. war Mitglied der Estnischen Kinovereinigung (seit 1986), der Estnischen Theatervereinigung (1989–2016), der estnischen Vereinigung der Bühnenkünstler (1993–2016) und der estnischen Künstlervereinigung (seit 1995).

### Musiker
In Estland ist Hardi Volmer auch als Rockmusiker bekannt. Er war Mitglied der estnischen Bands Propeller, Hõim, ROSTA Aknad, Pära Trust, Turist, Manana Estios Primi-Futu Bänd. Besonders bekannt wurde er als Sänger der 1986 gegründeten Punkrock-Band Singer Vinger. Aus seiner Feder stammen zahlreiche Song-Texte. 1983 schuf der das Rockmusical Johnny.

### Übersetzer
Volmer übersetzt darüber hinaus Lyrik ins Estnische, insbesondere aus dem Mordwinischen.

### Politiker
Für die Sozialdemokratische Partei (SDE) saß Hardi Volmer von April bis November 2015 und von November 2016 bis April 2019 als Abgeordneter (Nachrücker) im estnischen Parlament (Riigikogu).

## Filme (Auswahl)

### Trickfilme
- Imeline nääriöö (1984)
- Nõiutud saar (1985)
- Kevadine kärbes (1986)
- Sõda (1987)
- Tööd ja tegemised (1988)
- Animeeritud autoportreed (1989)
- Jackpot (1990)
- Incipit vita nova (1992)
- Hilinenud romanss (1994)
- Keegi veel (1998)
- Primavera (1999)
- Olmeheidutus (2011)

### Spielfilme
- Igaühele oma (1990, Kurzfilm)
- Tulivesi (1994)
- Minu Leninid (1997)
- Kogu raha eest (1999, Pseudo-Doku)
- Elavad pildid (2013)
- Johannes Pääsukese tõeline elu (2019)

### Serien
- Armastuse kahur (1998)
- Paralüüs (2000)
- Pehmed ja karvased (seit 2003)